# 清源寺 (秋田県八郎潟町)
清源寺（せいげんじ）は、秋田県南秋田郡八郎潟町字一日市に所在する曹洞宗の寺院である。

## 概要
1584年（天正12年）に創建。現在の南秋田郡地域に相当する地域を治めていた戦国武将の秋田実季（安東実季）が、不運の最期を遂げた三浦盛季の御霊を弔うべく、『石頭院』として寺院を建立したとされる。
その後、1605年（慶長10年）に初代久保田藩藩主の佐竹義宣が鷹狩りの為に現在の八郎潟町の辺りを訪れた際、本院の名称の変更を提起し『青原寺』と名を改めるも、火災による焼失が相次いだため、験を担ぐが如くサンズイを入れて現在の『清源寺』になったと伝わる。
1881年（明治14年）、国情視察を兼ねた東北巡幸で明治天皇が当地を訪れた際に本寺院で一日宿泊しており、その記念碑が正門近くに建立されている。
本寺院が禅宗であることから、八郎潟町の隣接自治体である大潟村の求めにより、大潟村立大潟中学校で座禅教室を催すこともある。

## 記念物
- 三浦盛季公木像[4]
- 明治天皇一日市行在所記念碑[1][2]
- 観農嘉蹟碑[1]

## 交通アクセス
- 奥羽本線（東日本旅客鉄道）八郎潟駅下車 徒歩6分